# Pyotr Illarionovich Shelokhonov
Pyotr Illarionovich Shelokhonov (tiếng Nga: Пётр Илларио́нович Шелохо́нов; 15 tháng 8 năm 1929 tại Poland - 15 tháng 9 năm 1999, St. Petersburg, Nga) là một diễn viên và đạo diễn người Nga. Ông đã đóng hơn 80 vai trong các bộ phim và truyền hình. Ông cũng đã đóng hơn 100 vai trên sân khấu. Petr Shelokhonov đã nhận được danh hiệu Diễn viên danh dự của Nga vào năm 1979.

## Tiểu sử
Shelokhonov có tổ tiên là người Ukraina, Các nước Baltic, Belarus và Ba Lan. Tên ông trong tiếng Belarus là Pyatro Laryvonavich Shelakhonau (Пятро Ларывонавіч Шэлахонаў) và trong tiếng Ukraina là Petro Ilarionovich Shelokhonov (Петро Іларіонович Шелохонов)
Ông đã sống sót trong cuộc chiếm đóng của quân phát xít trong Thế chiến thứ hai. Trong chiến tranh, Petr Shelokhonov đã bị thương bởi một phát súng bắn vào mặt, nhưng vết sẹo trên mặt không ngăn ông trở thành một diễn viên.
Petr Shelokhonov đã tham gia vào phong trào chống đảng phái. Ông đã tự dựng rạp múa rối vào năm 1942 và diễn châm biếm Adolf Hitler. Vào năm 1945, ông là sinh viên đàn piano tại Nhạc viện Kiev. Vào những năm 1950, ông chuyển đến thành phố Irkutsk của Siberia. Tại đây, ông đã tốt nghiệpTrường Kịch nghệ Irkutsk. Sau đó ông làm việc ở Moscowvà St. Petersburg, Nga.
Petr Shelokhonov là một thành viên của năm công ty rạp hát ở Nga. Ông cũng đóng vai trò trong sản xuất quốc tế trên sân khấu, trong các bộ phim và trên truyền hình. Sự nghiệp diễn xuất của ông kéo dài hơn 50 năm và ông đã đóng nhiều vai khác nhau từ hoàng tử Prince Hamlet của Shakespearea đến nhà độc tài Xô viết Vladimir Lenin.
Từ 1989-1992, ông đã đóng vai chính (Sam) trong vở kịch Photo Finish (Bức ảnh cuối cùng), được viết và đạo diễn bởi Peter Ustinov. Từ 1993-1994, ông thủ vai chính nhân vật Victor Velasco trong vở kịch Barefoot in the Park (Bước chân trần trong công viên) của Neil Simon. Năm 1997, Petr Shelokhonov đã đóng một vai phụ trong phim Anna Karenina của Lev Tolstoy, do Sophie Marceau, Sean Bean, Alfred Molina và James Fox thủ vai chính.

## Các phim tham gia

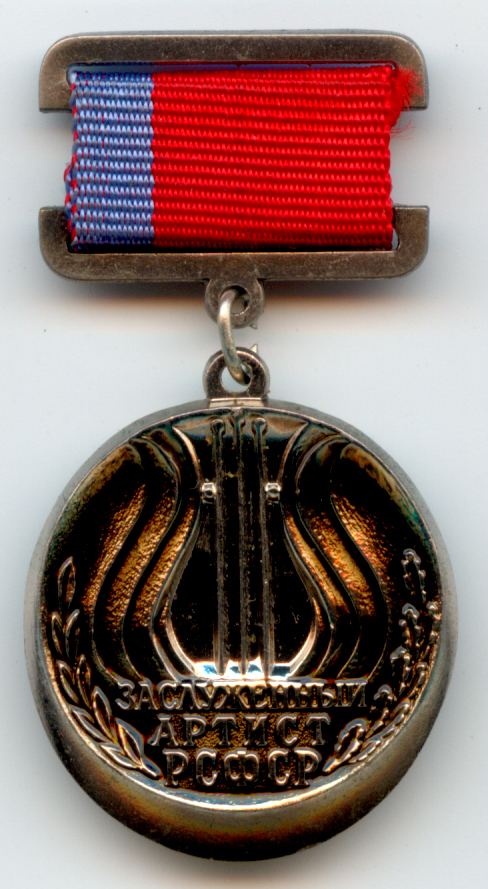
Petr Shelokhonov đã nhận được danh hiệu Diễn viên danh dự của Nga vào năm 1979.

| Năm  | Tiêu đề                                 | Vai diễn                              | Ghi chú          |
| ---- | --------------------------------------- | ------------------------------------- | ---------------- |
| 1967 | Steps To The Sun                        | Unknown Soldier                       |                  |
| 1969 | Razviazka                               | Spy Vladimir Sotnikov                 |                  |
| 1970 | Dawns Are Quỉet Here                    | Sergeant Vaskov                       | Phim truyền hình |
| 1971 | Dauria                                  | Kossack Severian Ulibin               |                  |
| 1972 | Chế ngự lửa                             | Michael Karelin, Nhà khoa học tên lửa |                  |
| 1972 | Grossmejster                            | Fedor Matveevich                      |                  |
| 1974 | Response Measure                        | CEO Sergei Ivanovich Peresada         |                  |
| 1975 | You Will Win In The Battle              | Mayor Nikolai Aleksandrovich Sergiev  | Phim truyền hình |
| 1977 | First Joy                               | Professor Dorogomilov                 | Phim truyền hình |
| 1979 | Extraordinary Summer                    | Professor Dorogomilov                 | Phim truyền hình |
| 1979 | Journey To Another Town                 | Inspector Fedor Ilarionovich          |                  |
| 1980 | Life and Adventures of Four Friends 1/2 | Forest Ranger                         | Phim truyền hình |
| 1981 | Life and Adventures of Four Friends 3/4 | Forest Ranger                         | Phim truyền hình |
| 1981 | Truth Of Lieutenant Klimov              | Boatsman Chervonenko                  |                  |
| 1981 | Sindikat-2                              | Agent Fomichov                        | Phim truyền hình |
| 1982 | The Voice                               | Producer Leonid Borisovich            |                  |
| 1982 | Customs                                 | Customs Officer                       |                  |
| 1985 | Rivals                                  | Coach Semionych                       |                  |
| 1985 | Sofìa Kovalevskaia                      | Doctor Ivan Sechenov                  | Phim truyền hình |
| 1986 | Red Arrow                               | Engineer Yusov                        |                  |
| 1988 | Bread Is A Proper Noun                  | Blacksmith Akim Akimov                | Phim truyền hình |
| 1991 | My Friend Vasili, Son Of Josef Stalin   | Colonel Savinykh                      |                  |
| 1992 | Richard II                              | Lord Marshal                          | Phim truyền hình |
| 1996 | Passenger                               | Passenger                             |                  |
| 1997 | Anna Karenina                           | Butler Kapitonich                     |                  |